# Bep Warnas
Hubertus Willem Abraham Christiaan (Bep) Warnas (Rotterdam, 25 november 1925 – Nijmegen,  28 april 2004) was een Nederlands componist, muziekpedagoog, dirigent en trombonist.

## Levensloop
Warnas deed zijn muziekstudies aan het Utrechts Conservatorium, in Hilversum en aan het Koninklijk Conservatorium in Den Haag in het hoofdvak trombone en directie voor harmonie en fanfare. Van 1954 tot 1960 was hij trombonist bij de Koninklijke Militaire Kapel in Den Haag. 
Sinds 1945 was hij militaire muzikant. In 1960 werd hij beroepen als dirigent van de Kapel van de Koninklijke Luchtmacht, in Nijmegen. Zo heeft hij de formule klassieke muziek (met minstens één origineel werk voor blaasorkest) voor de pauze en lichte muziek en amusement na de pauze ingevoerd. Een concept dat veel geïmiteerd is. Hoogtepunt was zijn tournee naar Canada in 1970 vanwege 25 jaar bevrijding. In 1981 ging hij met pensioen.

Daarna is hij nog dirigent geweest van de Rijkspolitie Kapel van 1981 t/m 1990. 

Maar hij dirigeerde ook verschillende amateur-harmonieorksten. Zo was hij onder andere van 1963 tot 1969 dirigent van de Fanfare Eendracht Eerbeek van 1965 tot 1974 van de Scheepjeswolharmonie in Veenendaal, van het Helmonds Muziek Corps, Helmond en een korte tijd van Fanfare "Vriendenkring" te Overloon. Ook was hij van 1995 tot 2004 chef-dirigent van het Reünie-orkest "Trompetterkorps der Cavalerie" te Amersfoort. 
Bep Warnas was gehuwd met Gerritje (Gerry) Bosman (1923-2000).

## Werken voor harmonieorkest
- 1968 Fanfare

## Werken voor fanfareorkest
- Emperor Charlemagne
- Semper Adjutans